# Тайска гордост
Тайска гордост (на тайски: พรรคประชาธิปัตย์) е тайландска популистка политическа партия. Тя е основана през 2008 година след забраната на Неутралната демократическа партия, включвайки и политици от забранената по същото време партия Таи обичат таи. Формално лидер на партията е Чаоварат Чанверакул, но в действителност тя се ръководи от Невин Чидчоб, един от лидерите на Таи обичат таи, който при забраната на партията получава петгодишна забрана за извършване на политическа дейност. Малко след създаването си партията се включва като по-малък партньор в коалиционното правителство на Апхисит Ветчачива. На изборите през 2011 година Тайска гордост запазва позициите си, като получава 34 от 500 места в Камарата на представителите.